# Carlo Mauri
Carlo Mauri (25. března 1930 Lecco – 31. května 1982 tamtéž) byl italský horolezec a cestovatel.
Byl členem klubu Ragni della Grignetta. Jeho prvním velkým úspěchem byl zimní výstup severní stěnou na Cima Ovest di Lavaredo v masivu Tre Cime. V roce 1956 podnikl s Clemente Maffeiem prvovýstup na Monte Sarmiento v Ohňové zemi. V roce 1958 s Walterem Bonattim jako první zdolal Gašerbrum IV, sedmnáctou nejvyšší horu světa. O rok později se mu podařil unikátní sólový výstup na Mont Blanc cestou La Poire. Podnikl výzkumné expedice do Antarktidy, Amazonie a na Novou Guineu, s Thorem Heyerdahlem se zúčastnil plaveb na lodích Ra a Tigris. V roce 1972 se pokusil zopakovat cestu Marca Pola, avšak čínské úřady ho odmítly vpustit do země.
Podílel se na natáčení cestopisných dokumentárních filmů, psal reportáže do časopisu La Domenica del Corriere a je autorem autobiografické knihy Quando il rischio è vita, za kterou získal literární cenu Premio Bancarella Sport. Po komplikované zlomenině nohy se podrobil experimentální léčbě Gavriila Ilizarova, díky níž se mohl vrátit k horolezectví. Zemřel na následky infarktu, který utrpěl při výstupu na Pizzo d'Erna.